# 罗恩·博伊尔
罗恩·博伊尔（英語：Ron Boyle，1947年8月25日—），澳大利亚男子自行车运动员。他曾代表澳大利亚参加1978年英联邦运动会自行车比赛，获得一枚铜牌。他也曾参加1976年夏季奥林匹克运动会。